# Golubie Wężewskie
Golubie Wężewskie (deutsch Gollubien, 1934 bis 1945 Friedberg) ist ein Dorf in der polnischen Woiwodschaft Ermland-Masuren und gehört zur Landgemeinde Kowale Oleckie (Kowahlen, 1938 bis 1945 Reimannswalde) im Powiat Olecki (Kreis Oletzko, 1933 bis 1945 Kreis Treuburg).

## Geographische Lage
Golubie Wężewskie liegt im Nordosten der Woiwodschaft Ermland-Masuren, 20 Kilometer nordwestlich der Kreisstadt Olecko (Marggrabowa, 1928 bis 1945: Treuburg).

## Geschichte
Der vor 1785 Golluben genannte Ort wurde am 12. Mai 1565 zu Lehnsrecht verliehen. Der Tag galt als Gründungstag von Adlig bzw. Groß Gollubien (bis 1903/1907) bzw. Gollubien, Ksp. Czychen (bis 1934). Damals verschrieb Herzog Albrecht von Preußen 110 Hufen – zusammen mit Statzen (polnisch Stacze) und Rdzawen (1928 bis 1945: Rostau, polnisch Rdzawe, nicht mehr existent).
Zwischen 1874 und 1945 war Gollubien, das bis 1913 aus einem – weit gestreuten – Dorf sowie einem Gut bestand, in den Amtsbezirk Statzen eingegliedert, der zum Kreis Oletzko – von 1933 bis 1945 „Landkreis Treuburg“ genannt – im Regierungsbezirk Gumbinnen der preußischen Provinz Ostpreußen gehörte.
Im Jahre 1910 betrug die Zahl der Einwohner Gollubiens insgesamt 266, davon 132 im Dorf und 134 im Gut. Beide wurden 1913 zur Landgemeinde Gollubien vereinigt. Die Bevölkerungszahl verringerte sich bis 1933 auf 244 und belief sich 1939 noch auf 234.
Aufgrund der Bestimmungen des Versailler Vertrags stimmte die Bevölkerung im Abstimmungsgebiet Allenstein, zu dem Gollubien gehörte, am 11. Juli 1920 über die weitere staatliche Zugehörigkeit zu Ostpreußen (und damit zu Deutschland) oder den Anschluss an Polen ab. In Gollubien stimmten 171 Einwohner für den Verbleib bei Ostpreußen, auf Polen entfiel keine Stimme.
Am 23. Januar 1934 wurde Gollubien Ksp. Czychen in „Friedberg“ umbenannt. 1945 kam der Ort in Kriegsfolge mit dem gesamten südlichen Ostpreußen zu Polen und heißt seitdem „Golubie Wężewskie“. Heute ist das Dorf Sitz eines Schulzenamtes (polnisch Sołectwo) und eine Ortschaft im Verbund der Landgemeinde Kowale Oleckie im Powiat Olecki, bis 1998 der Woiwodschaft Suwałki, seither der Woiwodschaft Ermland-Masuren zugehörig.

## Religionen
Die mehrheitlich evangelische Bevölkerung Gollubiens war bis 1945 in das Kirchspiel der Kirche in Czychen (1928 bis 1945: Bolken, polnisch Cichy) im Kirchenkreis Oletzko/Treuburg innerhalb der Kirchenprovinz Ostpreußen der Kirche der Altpreußischen Union eingepfarrt. Heute gehören die evangelischen Kirchenglieder von Golubie Wężewskie zur Kirchengemeinde in Gołdap (Goldap), einer Filialgemeinde von Suwałki in der Diözese Masuren der Evangelisch-Augsburgischen Kirche in Polen.
Katholischerseits waren die Einwohner Gollubiens bzw. Friedbergs vor 1945 nach Marggrabowa (1928 bis 1945: Treuburg, polnisch Olecko) im Bistum Ermland orientiert. Heute ist die nächste Kirche die in Sokółki (Sokolken, 1938 bis 1945 Halldorf), eine Filialkirche zur Pfarrei in Cichy im Bistum Ełk (Lyck) der Katholischen Kirche in Polen.

## Schule
Vor 1945 bestand in Gollubien resp. Friedberg eine einklassige Volksschule.

## Verkehr
Golubie Wężewskie liegt an einer untergeordneten Nebenstraße, die Wężewo (Wensöwen, 1938 bis 1945 Eibenau) mit Nasuty (Nossuten) – bereits im Powiat Gołdapski (Kreis Goldap) gelegen – verbindet. Ein Bahnanschluss besteht nicht.